# Грэм, Кэролайн
Кэролайн Грэм (англ. Caroline Graham; род. 17 июля 1931) — британская детективная писательница, сценаристка и драматург.

## Биография
Грэм родилась в городе Наньютон, в семье рабочего класса, и посещала Наньютонскую среднюю школу для девочек . Когда ей было шесть лет, её мать скончалась, и отец вторично женился семь лет спустя. В четырнадцать лет Грэм бросила школу и начала работать на мельнице.
Грэм служила в Женской вспомогательной службе ВМС в 1953—1955. Она вышла замуж за Грэма Кэмерона, служащего в Королевских военно-воздушных силах Великобритании, и переехала во Францию, в Версаль, где Кэмерон служил в рамках своей работы с Верховным главнокомандованием ОВС НАТО в Европе. Некоторое время спустя супруги переехали в Линкольн, Англия. Позднее пара развелась, и Грэм переехала в Лондон, где с новым партнёром она родила своего единственного сына Дэвида.
Грэм обучалась в Открытом Университете, и получила степень магистра театрального искусства в Бирмингемском университете в 1991 году.
Первый роман Грэм, «Fire Dance», был опубликован в 1982 году. Она получила широкую известной своей серией детективный произведений о старшем инспекторе Барнаби (англ. Chief Inspector Barnaby), которая легла в основу сериала «Убийства в Мидсомере». Первый роман серии, «Убийства в Бэджерс-Дрифте», был опубликован в 1987 году. Книга получила премию Макавити за лучший роман года, а так же была номинирована на премии Агаты и Энтони, а в 1990 году британской Ассоциацией писателей-криминалистов была названа одним из лучших детективных романов всех времён.

### Внесерийные романы
- Fire Dance (1982)
- The Envy of the Stranger (1984)
- Murder at Madingley Grange (1990)

### Романы об инспекторе Барнаби
- Убийства в Бэджерс-Дрифте[англ.] (англ. The Killings at Badger's Drift; 1988)
- Смерть лицедея[англ.] (англ. Death of a Hollow Man; 1989)
- Смерть под маской[англ.] (англ. Death in Disguise; 1993)
- Написано кровью[англ.] (англ. Written in Blood; 1995)
- Пока смерть не разлучит нас[англ.] (англ. Faithful unto Death; 1998)
- Там, где нет места злу[англ.] (англ. A Place of Safety; 1999)
- Призрак в машине[англ.] (англ. A Ghost in the Machine; 2004)